# Cerkev sv. Vida, Krems
Cerkev svetega Vida v mestu Krems an der Donau, je rimskokatoliška cerkev in gre za donacijo cesarja Henrika II. iz leta 1014 in je bila sprva tako imenovana "mati cerkev", velika prostrana. V začetku 1178 je bila imenovana po Sv. Vidu, kar namiguje na hipotezo, da je bila najstarejša župnijska cerkev na mestu današnje Pijaristična cerkev Krems (Frauenbergkirche) posvečena sv. Štefanu.
Od srednjeveške cerkve je ostal samo spodnji del stolpa, ki je mogoče iz 13. stoletja. Ker je bila v slabem stanju, so staro cerkev popolnoma porušili in  zgradili novo stavbo (1616-1630) v skladu z načrti, ki jih je izdelal Cypriano Biasino iz Milana.
Navzven cerkev predstavlja strogo, zgodnje baročno stavbo, vendar je notranjost iz 18. stoletja. Velik del aktivnosti je opravil passauerski kipar in arhitekt Joseph Matthias Götz (oltar, korne klopi, prižnica) leta 1733 in oblikovanje cerkve s stropnimi freskami. Te so delo Martina Johanna Schmidta (Kremser Schmidt) in so bile ustvarjene leta 1787, predstavljajo pa krščanske kreposti vere, upanja in ljubezni, pa tudi več oljnih slik Janeza in vseh svetih. Slika Mučeništvo sv. Vida v visokem oltarju iz leta 1734, je delo Johanna Georga Schmidta (Wiener Schmidt), starejši sodobnik, vendar v nobenem družinskem razmerju s prej imenovanim. Stranska oltarja sta posvečena sv. Sebastjanu in sv. Mihaelu. Posebej je treba poudariti stranski oltar iz črnega marmorja v levi prečni ladji. Prvotno se je nahajal v "Bründlkapeli" v kapucinskem samostanu in bil prenesen leta 1796 po ukinitvi samostana v cerkev sv. Vida. V njem so našli majhen kipec Marije, ki v naročju drži malega Jezusa (okoli 1420), so tam častili kot čudežno podobo "Marie Bründl", in je bila oblikovana kot center Marijinega občudovanja v samostanu Und.
Na severni strani cerkve je majhna kapela, v kateri je skupina figur Anna Maria uči brati iz leta 1739. Zraven je kamnita skulptura iz prve polovice 14. stoletja, ki je dokument pozne gotike in je posebej pomembna pri razvoju umetnosti v Kremsu.
Orgle Gerharda Hradetzkyja iz Oberbergerna so iz leta 1986.
V letu 2009 se je začela temeljita obnova notranjosti cerkve sv. Vida, ki jo sicer imenujejo tudi katedrala Wachau. Leta 2016 naj bi bila obnova končana vključno z zunanjostjo. Investicija bo vredna okoli 4 milijone evrov.